# Liste der Erstbesteigungen
Diese Liste dient der Erfassung alpiner Besteigungen und listet den Berg, seine Höhe, das Gebirge und Land, in dem er liegt, den/die Erstbesteiger sowie das Jahr der Erstbesteigung. Die Tabelle ist nach allen sechs Spalten sortierbar. Die Tabelle enthält nur Berge, deren Besteigung alpinistisches Können erfordert.
| Berg                    | Höhe   | Gebirge                    | Land                   | Erstbesteiger | Jahr |
| ----------------------- | ------ | -------------------------- | ---------------------- | --- | ---- |
| Aconcagua               | 6959 m | Anden                      | Chile                  | Zurbriggen | 1897 |
| Aiguille Verte          | 4121 m | Alpen                      | Frankreich             | Whymper, Almer und Biner | 1865 |
| Aneto                   | 3404 m | Pyrenäen                   | Spanien                | Tschichatschow | 1842 |
| Ama Dablam              | 6856 m | Himalaya                   | Nepal                  | Bishop u. a. | 1950 |
| Annapurna               | 8091 m | Himalaya                   | Nepal                  | Herzog und Lachenal | 1950 |
| Annapurna II            | 7937 m | Himalaya                   | Nepal                  | Bonington u. a. | 1960 |
| Batian                  | 5199 m | Mount-Kenya-Massiv         | Kenia                  | Mackinder, Ollier und Brocherel | 1899 |
| Batura Sar              | 7795 m | Karakorum                  | Pakistan               | Bleicher und Oberhofer | 1976 |
| Broad Peak              | 8051 m | Karakorum                  | Pakistan               | Wintersteller, Schmuck, Diemberger & Buhl | 1957 |
| Carstensz-Pyramide      | 4884 m | Maokegebirge               | Indonesien             | Harrer u. a. | 1962 |
| Chamsen Kangri          | 7017 m | Saser Muztagh              | Indien                 | Divyesh Muni, Vineeta Muni, Susan Jensen, Victor Saunders, Samgyal Sherpa, Mingma Sherpa, Ang Dorji, Chedar Sherpa, Dawa Sherpa und Karma Sherpa | 2013 |
| Changtse                | 7580 m | Himalaya                   | China                  | Taks | 1982 |
| Cheo Himal              | 6820 m | Himalaya                   | Nepal und Tibet, China | Shigeki Imoto, Tshering Sherpa, Ful Bahadur Rai und Dambar Bahadur Gurung                                                                        | 1991 |
| Chimborazo              | 6267 m | Anden                      | Ecuador                | Whymper, J.-A. und L. Carrel | 1880 |
| Cho Oyu                 | 8188 m | Himalaya                   | Nepal                  | Tichy, Jöchler und Pasang Dawa Lama | 1954 |
| Cho Polu                | 6735 m | Himalaya                   | Nepal                  | Rieck u. a. | 1999 |
| Chogolisa               | 7665 m | Karakorum                  | Pakistan               | Pressl, Ammerer | 1975 |
| Citlaltépetl            | 5700 m | Sierra Madre Oriental      | Mexiko                 | Doignon | 1851 |
| Denali (Mount McKinley) | 6198 m | Alaska Range               | Alaska, USA            | Stuck u. a. | 1913 |
| Dhaulagiri              | 8167 m | Himalaya                   | Nepal                  | Diemberger u. a. | 1960 |
| Drangnag Ri             | 6801 m | Rolwaling Himal            | Nepal und Tibet, China | Lund, Høibakk, Bonington, Pema Dorjee und Lhakpa Gyalu                                                                                           | 1995 |
| Dufourspitze            | 4634 m | Alpen                      | Schweiz                | Hudson, Smyth, Lauener u. a. | 1855 |
| Dychtau                 | 5204 m | Kaukasus                   | Russland               | Kokkin, Mummery u. a. | 1888 |
| Elbrus                  | 5642 m | Kaukasus                   | Russland               | Grove, Knubel u. a. | 1874 |
| Gamlang Razi            | 5870 m | Himalaya                   | Myanmar                | Andy Tyson u. a. | 2013 |
| Gasherbrum II           | 8034 m | Karakorum                  | Pakistan               | Moravec, Larch und Willenpart | 1956 |
| Großglockner            | 3797 m | Alpen                      | Österreich             | Orrasch, M. Klotz und S. Klotz (zweifelhaft) | 1800 |
| Hkakabo Razi            | 5881 m | Himalaya                   | Myanmar                | Takashi Ozaki und Nyama Gyaltsen | 1996 |
| Hidden Peak             | 8080 m | Karakorum                  | Pakistan               | Schoening und Kauffman | 1958 |
| Jungfrau                | 4158 m | Alpen                      | Schweiz                | J. Meyer und H. Meyer u. a. | 1811 |
| K2                      | 8611 m | Karakorum                  | Pakistan               | Compagnoni und Lacedelli | 1954 |
| Kamerunberg             | 4070 m | Kamerunberg                | Kamerun                | Mann und Burton | 1861 |
| Kangchendzönga          | 8586 m | Himalaya                   | Nepal und Indien       | Band und Brown | 1955 |
| Kibo                    | 5895 m | Kilimandscharo-Massiv      | Tansania               | Meyer und Purtscheller | 1889 |
| Lhotse                  | 8516 m | Himalaya                   | Nepal                  | Luchsinger und Reiss | 1956 |
| Lhotse Shar             | 8383 m | Himalaya                   | Nepal                  | Rolf Walter und Sepp Mayerl | 1970 |
| Lunag Ri                | 6895 m | Himalaya                   | Nepal                  | David Lama | 2018 |
| Makalu                  | 8485 m | Himalaya                   | Nepal                  | Terray und Couzy | 1955 |
| Manaslu                 | 8163 m | Himalaya                   | Nepal                  | Toshio Imanishi und Gyalzen Norbu | 1956 |
| Margherita Peak         | 5109 m | Ruwenzori-Gebirge          | Kongo und Uganda       | Savoyen | 1906 |
| Matterhorn              | 4478 m | Alpen                      | Schweiz                | Edward Whymper, Michel Croz, Charles Hudson, Francis Douglas, Douglas Robert Hadow, Peter Taugwalder und dessen Sohn Peter                       | 1865 |
| Meije                   | 3983 m | Alpen                      | Frankreich             | Castelnau, Gaspard und dessen Sohn | 1877 |
| Mont Blanc              | 4805 m | Alpen                      | Frankreich             | Balmat und Paccard | 1786 |
| Monte Pissis            | 6795 m | Anden                      | Argentinien            | Osiecki, Szczepański | 1937 |
| Mount Erebus            | 3794 m | Transantarktisches Gebirge | Antarktis              | David u. a. | 1908 |
| Mount Everest           | 8848 m | Himalaya                   | Nepal                  | Norgay und Hillary | 1953 |
| Mount Kosciuszko        | 2228 m | Great Dividing Range       | Australien             | Strzelecki | 1840 |
| Mount Logan             | 5959 m | Saint Elias Mountains      | Kanada                 | MacCarthy u. a. | 1925 |
| Mount Tyree             | 4852 m | Sentinel Range             | Antarktis              | Clinch u. a. | 1966 |
| Mount Vinson            | 4897 m | Sentinel Range             | Antarktis              | Clinch u. a. | 1966 |
| Nanga Parbat            | 8125 m | Himalaya                   | Pakistan               | Buhl | 1953 |
| Nuptse                  | 7861 m | Himalaya                   | Nepal                  | Davis und Sherpa Tashi | 1961 |
| Num Ri                  | 6677 m | Himalaya                   | Nepal                  | Rieck | 2002 |
| Ohmi Kangri             | 6839 m | Himalaya                   | Nepal und China        | André Rieder und Alain Vaucher | 1985 |
| Ojos del Salado         | 6880 m | Anden                      | Argentinien und Chile  | Wojsznis, Szczepański | 1937 |
| Ortler                  | 3905 m | Alpen                      | Italien                | Pichler und 2 Begleiter | 1804 |
| Pangrango               | 3019 m | Java                       | Indonesien             | Kuhl, van Hasselt, van Raalten, Keultjes | 1821 |
| Pumori                  | 7161 m | Himalaya                   | Nepal                  | Lenser | 1962 |
| Pangbuk Ri              | 6625 m | Himalaya                   | Nepal und Tibet, China | David Gottlieb und Chad Kellogg | 2011 |
| Shishapangma            | 8027 m | Himalaya                   | China                  | Hsu Ching, Chang Chun-yen, Wang Fu-zhou, Chen San, Cheng Tien-liang, Wu Tsung-yue, Sodnam Doji, Migmar Trashi, Doji und Yonten                   | 1964 |